# Golpes de Estado en Sierra Leona de 1967
Los Golpes de Estado en Sierra Leona de 1967 ocurrieron sucesivamente el 21 y 23 de marzo de ese año. En resumen, significaron la caída del régimen constitucional vigente y la instalación de una dictadura militar encabezada por el Consejo Nacional de Reforma.

## Antecedentes
La Colonia y Protectorado de Sierra Leona obtuvo su independencia de Reino Unido en 1961 como un Reino de la Mancomunidad y en los años posteriores se consideraba a Sierra Leona como un estado democrático poscolonial ejemplar. Sin embargo, esto cambió durante el gobierno del primer ministro Albert Margai, que asumió el 29 de abril de 1964.
El gobierno de Margai fue duramente criticado, siendo acusado de corrupción y de favoritismo hacia la tribu mendé. Por otra parte, también se esforzó por convertir a Sierra Leona en un estado de partido único con su partido, el Partido Popular de Sierra Leona, ocupando esa función.

### Preludio
Para las elecciones generales del 17 de marzo de 1967, lideró una campaña sucia contra los partidos de oposición; por ejemplo, no permitió la inscripción de cualquier candidato de la oposición que se presentara contra candidatos de su propio partido. Al mismo tiempo, estallaron disturbios debido al descontento generalizado y el gobierno tuvo que declarar la ley marcial.
Aun así, en las elecciones el oponente de Margai, Siaka Stevens, líder del partido Congreso de Todo el Pueblo, obtuvo una ajustada mayoría en el Parlamento de Sierra Leona. El 21 de marzo, aunque aún no se habían conocido oficialmente los resultados, el Gobernador General Henry Josiah Lightfoot Boston convocó a Stevens y le prestó juramente como primer ministro del país.

## Acontecimientos

### Golpe de Estado del 21 de marzo
Apenas terminó la ceremonia de juramentación de Stevens y justo antes de que se anunciaran oficialmente los resultados electorales, el Comandante del Ejército, el Brigadier General David Lansana, amigo y confidente de Margai, ordenó al oficial Samuel Hinga Norman el arresto extrajudicial tanto de Stevens como del gobernador general.
Tras los arrestos, Lansana tomó el control de la Casa de Gobierno, así como de los canales nacionales de radio y televisión. Seguidamente, anuló los resultados de las elecciones, decretó la ley marcial y anunció que asumía como jefe de Estado.
Al día siguiente, 22 de marzo, Lansana realizó una segunda emisión de radio reiterando su declaración de ley marcial. Se informó que su objetivo era restaurar a Margai en el poder.

### Golpe de Estado del 23 de marzo
La decisión de Lansana de tomar el poder fue impopular entre sus compañeros oficiales Mende, quienes no creían que el ejército debería ser una herramienta de gobierno interno. Además de esto, antes del golpe de Estado su influencia entre sus subordinados se había visto comprometida por acusaciones de "borracho" y "mujeriego".
Tan solo dos días después, el 23 de marzo de 1967, un grupo de oficiales militares disidentes dio un contragolpe de Estado: Arrestó a Lansana y a Margai, encarcelándolos junto con Lightfoot Boston y Stevens. Una vez neutralizados los políticos más poderosos del país, los golpistas establecieron una junta militar denominada Consejo Nacional de Reforma (CNR), compuesto por ocho miembros, y liderado por el Mayor Charles Blake y el Teniente Coronel Ambrose Patrick Genda, este último subcomandante del Ejército destituido por Mangai en 1966.
Genda declaró que el objetivo del golpe era «restablecer la frágil democracia de Sierra Leona, si es posible». Los golpistas pidieron al Teniente Coronel Andrew Juxon-Smith, de la comunidad criolla, que se encontraba en el extranjero cuando se produjo el golpe, que regresara al país para liderar el nuevo gobierno. Leslie William Leigh fue designado Interinamente como Presidente del CNR y Gobernador General, hasta que Juxon-Smith regresó a Sierra Leona el 28 de marzo y asumió ambas calidades.

## Posterioridad
El régimen dictatorial del CNR se extendió hasta el año siguiente, pues el 18 de abril de 1968, el Brigadier John Amadu Bangura lideró un nuevo golpe de Estado contra la dictadura de Juxon-Smith. Con el único objetivo de restaurar la democracia, asumió como jefe de Estado Interino antes de devolver el poder a Stevens.
Sin embargo, el golpe de Estado de 1968 allanó el camino para el establecimiento del régimen autocrático de Stevens. Después de que Steven declarara un estado de partido único en 1971, Bangura organizó otro golpe militar, esta vez sin éxito. Bangura fue posteriormente ejecutado por traición.
Stevens se mantendría como primer ministro hasta 1971, cuando pasó a ser Presidente de Sierra Leona, posición que ocupó hasta 1985. Por otra parte, el Congreso de Todo el Pueblo gobernó como único partido político legal en Sierra Leona a lo largo de 23 años (De 1978 a 1991), tras el referéndum constitucional de 1978, una fraudulenta elección en que el 97% de los votos emitidos apoyaron la instauración de un sistema unipartidista.